# Parathoracaphisella indica
Parathoracaphisella indica är en insektsart. Parathoracaphisella indica ingår i släktet Parathoracaphisella och familjen långrörsbladlöss. Inga underarter finns listade i Catalogue of Life.